# Dorfkirche Pivitsheide
Die ehemalige Evangelisch-reformierte Kirche von 1928 im Stadtteil Pivitsheide V. L. ist ein denkmalgeschützter Kirchenbau in Detmold im Kreis Lippe (Nordrhein-Westfalen).

## Geschichte
Das Gebäude entstand im Jahr 1928 als erster Kirchenbau in Pivitsheide und diente gleichzeitig als Kirche und als Gemeindehaus. Die spendenfinanzierte Kirche wurde durch den CVJM nach Plänen des Architekten Schmiedeskamp aus Billinghausen errichtet.
1965 begann in Pivitsheide der Neubau einer größeren Kirche mit separatem Gemeindehaus, diese Kirche wurde im November 1966 eingeweiht. Drei Jahre später erfolgte der Verkauf des alten Gebäudes an den Küchenhersteller Bax, welcher die Räumlichkeiten in der Folgezeit als Lager nutzte.
1989 erwarb die Evangelische Freie Gemeinde Pivitsheide die mittlerweile vom Verfall bedrohte Dorfkirche und renovierte sie in Eigenregie. Seit 1990 wird sie von der EFG wieder als Kirche genutzt.

## Architektur
Der eingeschossige Saalbau auf Bruchsteinsockel hatte ursprünglich eine Länge von drei Fensterachsen, die 1932 auf vier erweitert wurden. Nach 1932 ist auf die massiven Wände Spritzputz aufgetragen worden. Rote Hohlpfannen bedecken das Satteldach. Die insgesamt acht Sprossenfenster an den Traufenseiten sind in den Oberlichtern mit Buntglas und beschnitzten Mittelsprossen geschmückt.
Dem Saalbau vorangestellt ist ein zweigeschossiger Turm mit Walmdach, ebenfalls bedeckt mit roten Hohlpfannen. Beim schieferbekleideten Glockenstuhl sind die Schalllöcher mit Holzlamellen verkleidet. Oberhalb des Glockenstuhls endet das leicht geschweifte Turmdach mit einem Metalldachreiter. Über dem Eingangsportal befindet sich ein expressionistischer Zackengiebel mit der Inschrift „Dein Reich komme. 1928“. Die Einfassungen der seitlichen Fenster im Erdgeschoss schmücken halbkreisförmige Blenden mit Ziermotiven.